# Антіох VIII Гріп
Антіох VIII Епіфан Каллінік Філометор (? — 96 до н. е.) — цар Сирії у 125 до н. е.—96 до н. е. роках. Мав прізвисько «Гріп», тобто «Яструбиний ніс».

## Життєпис
Походив з династії Селевкідів. Син Деметрія II, царя, та Клеопатри Теї з династії Птолемеїв.
Про молоді роки відомо замало. Тривалий час знаходився під опікою матері. Після загибелі у 125 році до н. е. його старшого брата Селевка V, Клеопатра Тея зробила царем Антіоха. Проте влада останнього була номінальною, правила мати Клеопатра. Вона влаштувала шлюб сина з Клеопатрою Трифеною з роду Птолемеїв.
Лише у 121 році до н. е. Антіоху VIII вдалося перебрати усю владу, ліквідувавши проти себе змову матері. Після цього цар намагався дотримуватися миру з Парфією та царями Малої Азії. Водночас спирався на союз з династією Птолемеїв. Ще раніше було відправлено у заслання зведеного брата Антіоха.
У 116 році до н. е. до Сирії повертається брат Антіох (майбутній Антіох IX), який у 115 році до н. е., заручившись підтримкою Птолемеїв, виступив проти Антіоха VIII. Останній у 115 році до н. е. зазнав поразки, відступивши з південної Сирії, а у 113 році до н. е. вимушений був тікати до Кілікії. Тоді ж надав кілікійським піратам широку автономію. Лише у 112 році до н. е. Антіох VIII завдав поразки Антіоху IX й відвоював Сирією із столицею Антіохією. При цьому Антіоха VIII підтримував цар Птолемей X, а його ворога — Птолемей IX. У 111 році до н. е. Антіох VIII втрачає Антіохію, але у 110 році до н. е. повертає собі столицю. Того ж року укладається мирна угода, згідно з якою держава Селевкідів була поділена між братами: Антіох VIII отримав Сирію та Кілікію.
У 104 році до н. е. бойові дії поновилися. При цьому Антіоху VIII підтримку надав Рим, з іншого боку римляни виступили проти кілікійських піратів. Протистояння тривало до 96 року до н. е., коли Антіоха Гріпа було підступно вбито Діонісієм, тираном Берої.

## Образ в мистецтві
Антіох один з головних героїв п'єси П'єра Корнеля «Родогунда».

## Життєпис
1. Дружина — Клеопатра Трифена
Діти:
- Селевк VI Епіфан
- Антіох XI Діоніс
- Філіпп I Філадельф
- Деметрій III Філопатор
- Антіох XII
- Лаодіка VII Теа

2. Дружина — Клеопатра Селена
Дітей не було